# Großsteingräber bei Plau am See
Die Großsteingräber bei Plau am See (in der Literatur meist nur als Großsteingräber bei Plau aufgeführt) waren zwei megalithische Grabanlagen der jungsteinzeitlichen Trichterbecherkultur bei Plau am See im Landkreis Ludwigslust-Parchim (Mecklenburg-Vorpommern). Sie wurden in den 1840er Jahren zerstört, konnten aber 1845 noch unter Leitung von Johann Ritter archäologisch untersucht werden.

## Lage
Die beiden Gräber befanden sich nach Ritter südlich von Plau am See „auf dem Felde Dresen [Dresenow?], einem Theile der plauer Feldmark nach Ganzlin hin, […] rechts von der alten Landstraße nach Meienburg [heute B 103] einige hundert Schritte entfernt.“ Südlich befinden sich die Großsteingräber bei Ganzlin und die Großsteingräber bei Twietfort: Urdolmen von Twietfort und Großsteingrab Twietfort 2.

## Beschreibung

### Grab 1
Bei Grab 1 handelte es sich um einen nordost-südwestlich orientierten Großdolmen mit einer Länge von 20 Fuß (ca. 6 m) und einer Breite von 8 Fuß (ca. 2,4 m). Die Grabkammer bestand aus jeweils drei Wandsteinen an den Langseiten, je einem Abschlussstein an den Schmalseiten und zwei Decksteinen. Die Zwischenräume der Wandsteine waren mit Trockenmauerwerk aus Sandsteinplatten verfüllt. Der Kammerboden bestand aus einer Brandschicht aus geglühtem Feuerstein, Asche und Holzkohle. Darunter lag der anstehende Boden. Am nordöstlichen Abschlussstein fand Ritter ein wohl ursprünglich sitzend bestattetes menschliches Skelett. Am Schädel bemerkte Ritter eine auffallend flache Stirn. Das Skelett war mit Sandsteinplatten abgedeckt. Am südwestlichen Ende der Kammer wurden die Scherben eines unverzierten Keramikgefäßes gefunden.

### Grab 2
Grab 2 war bei Ritters Untersuchung bereits stark zerstört. Die Ausrichtung ist nicht überliefert. Die Kammer hatte eine Länge von 12 Fuß (ca. 4 m), eine Breite von 5 Fuß (ca. 1,5 m) und eine Höhe von 3 Fuß (ca. 0,9 m). Die Abschluss- und Decksteine waren bereits vor längerer Zeit entfernt worden. Bei Ritters Untersuchung standen nur noch die Steine der Langseiten, deren Zahl er jedoch nicht nennt. Aufgrund ihrer Größe wurde die Kammer von Ewald Schuldt als erweiterter Dolmen klassifiziert. Ritter stelle an den Außenseiten der Kammer noch Steinplatten vom ehemaligen Trockenmauerwerk zwischen den Wandsteinen fest. Auch hier war der Boden mit geglühtem Feuerstein gepflastert. Etwa in der Mitte der Kammer fand Ritter in einer Lehmmasse die Scherben eines unverzierten, grobkörnigen Keramikgefäßes.